# Минас Моргул
Минас Моргул (в превод от синдарин „Кула на черната магия“), известна и под по-ранното си име Минас Итил („Кула на Луната“) е крепост в света на Средната земя на Дж. Р. Р. Толкин. Нейното пълно наименование е Минас Итил в долината Моргул, тъй като градът се намира в дълбока долина със същото име.
 Внимание:  Текстът по-долу разкрива сюжета на произведението (или части от него)!

## Втора епоха
След унищожаването на Нуменор Исилдур и Анарион, синовете на Елендил, пристигат в Гондор. Исилдур изгражда Минас Итил в южния край на приятна долина в Итилиен близо до планинската граница на Мордор, а Анарион изгражда Минас Анор по-далеч на запад от другата страна на Андуин. Братята поставят троновете си един до друг в Осгилиат. Исилдур посажда фиданката на Бялото дърво Нимлот пред дома си в Минас Итил и един от седемте палантира бил държан в кулата. Белите мраморни стени на града, сградите и кулата били направени да улавят и отразяват лунната светлина и светели с мека сребърна светлина.
Когато Саурон се завръща, след като избягва от унищожението на Нуменор, той напада изгнаниците от Нуменор и силите му завземат Минас Итил 3429 г. от В.Е.. Въпреки че Бялото дърво е изгорено, Исилдур и неговото семейство успяват да избягат по течението на Андуин с една фиданка, търсейки баща му Елендил. Градът по-късно е завзет обратно и докато Исилдур, Анарион и Елендил нападат Мордор, по-младите синове на Исилдур, Аратан и Сирион са изпратени да държат гарнизон в Минаст Итил, за да пресрещнат Саурон, ако се опита да избяга от Мордор на запад.
Когато Последният съюз побеждава Саурон в 3441 г. от С.Е., Минас Итил е възстановена като град-крепост и процъфтява дълги години, въпреки че сега е под властта на сина на Анарион Менелдил, тъй като Исилдур планира да вземе властта в кралството на баща си Арнор. Исилдур засява фиданката от Бялото дърво Минас Анор в памет на Анарион, който е убит по време на войната.

## Трета епоха
Минас Итил пострадва силно при Голямата чума през 1636 г. от Т.Е.. Населението и гарнизонът ѝ са намалени и равновесието на силите с Мордор неизбежно е нарушено. През 1980 г. от Т.Е. назгулите се връщат в Мордор след победата над Кралят-магьосник на Ангмар от сборни сили на елфи, дунедаини и хора от Гондор, предвождани от принц Еарнур.
В подготовка за връщането на Саурон духовете на пръстените обсаждат Минас Итил през 2000 г. и завземат града за тъмния си господар две години по-късно. Минас Итил е зает от тъмни създания и стените му са обсипани със страховити укрепления. Палантирът, държан в кулата също е взет и по-късно разположен в Барад-дур. В резултат на това градът става нечисто и зло място и започва да се нарича Минас Моргул, „Кула на черната магия“ на синдарин. Долината, в която се намира, подобно започва да се нарича Моргул. В отговор Минас Анор се преименува на Минас Тирит, „Кула на защитника“ (да се провери превода!), за да покаже вечната бдителност на Гондор срещу заплахата на Краля-Вещер.
След като Еарнур става крал на Гондор през 2043 г., Кралят-Вещер, повелител на назгулите, го предизвиква на единоборство, за да приключи един оспорван дуел с него от битката при Форност години по-рано. През 2050 г. Еарнур приема второ предизвикателство, отива с контингент от рицари в Минас Моргул и оттогава нищо не се чува за него. Тъй като той няма наследници и никога не е обявен официално за мъртъв, династията на наместниците на Гондор управлява кралството на негово място до завръщането на наследник на Исилдур, започвайки с личния наместник на Еарнур, Мардил. От Минас Моргул към Гондор са насочени терор и война, докато Итилиен е напуснат.